# Ioánna Papantoníou
Ioánna Papantoníou (grec moderne : Ιωάννα Παπαντωνίου, née en 1936)  est une scénographe, costumière et la fondatrice et présidente de la Fondation ethnographique du Péloponnèse.

## Biographie
Ioánna Papantoníou est née à Athènes le 7 janvier 1936. Son père était Vasílios Papantoníou, l'un des fondateurs de la SA Kyknos[Quoi ?] et sa mère Anastasía, née Papagiánni était une fonctionnaire. À dix-huit ans, Ioánna Papantoníouest est envoyée par sa mère dans une Finishing School (école de bonnes manières) en Angleterre. Après son retour en Grèce, elle se marie à l'âge de vingt ans. Elle divorce dix ans plus tard. Après sa séparation, elle retourne en Angleterre et en particulier à Londres où elle étudie  la scénographie de 1967 à 1970, à la Wimbledon School of Art.
En 1970, elle complète sa thèse sur Les Bacchantes d'Euripide et l'année suivante elle travaille sur la pièce Punaise de Vladimir Maïakovski, mise en scène par Alexis Solomos. Elle travaille avec Karolos Koun Art Théâtre[Quoi ?], la troupe Aléxis Minotís-Katína Paxinoú et avec les deux théâtres d'État. Au cours des dernières années[Lesquelles ?] elle collabore avec Kostas Bakas, Bob Ciano et Lydia Koniordou. À l'étranger, elle travaille avec Michael Elliott au Royal Exchange Theatre de Manchester. Son dernier travail au théâtre est Le Cercle de craie caucasien, une pièce de théâtre écrite en 1945 et publiée en 1949 du dramaturge allemand Bertolt Brecht, dirigée par Kostas Tsianos, une production du Théâtre national au théâtre Kappa.
Elle enseigne aux facultés d'études théâtrales[Quand ?] de l'Université d'Athènes, de l'Université de Patras et de l'Université du Péloponnèse à Nauplie. Elle est docteur honoris causa du Département d'histoire et d'archéologie de l'Université Aristote de Thessalonique. De 1956 jusqu'à 1974, en tant que membre du Lycée de Femmes grecques à Athènes, elle visite plusieurs villages du territoire grec, en collectant du matériel folklorique précieux. Sur ces enquêtes elle publie de nombreux livres et articles dans la presse, en se concentrant sur les costumes locaux grecs et sur la mode. En 1974, elle fonde à Nauplie la Fondation ethnographique du Péloponnèse Vassílios Papantoníou, en mémoire de son père, qui compte environ 45 000 objets[précision nécessaire].
En 1981, elle est honorée par l'Académie d'Athènes pour sa contribution à la science. En 2000, le Président de la République lui remet la croix d'or du Phénix. En 2004, elle a été honorée par le Centre pour l'étude et la recherche de théâtre grec par le prix Panos Aravantinos pour sa contribution au milieu du théâtre et de la scène. En 2013, l'Académie européenne des musées (ΕMA) lui décerne une nouvelle distinction, le « Lifetime Achievement Award ».